# Peceneaga
Peceneaga é uma comuna romena localizada no distrito de Tulcea, na região de Dobruja. A comuna possui uma área de 55.51 km² e sua população era de 1960 habitantes segundo o censo de 2007.